# Diccionari General Occitan
a partir dels parlars lengadocians
Le Diccionari General Occitan a partir dels parlars lengadocians est un dictionnaire en occitan, le premier dictionnaire monolingue occitan, à base de languedocien,,, une œuvre de Louis Combes, publié sous le nom d'auteur de Joan de Cantalausa. Il a été publié en 2003 par les Edicions Cultura d'Òc. 
Joan de Cantalausa a consacré trente ans de travail à ce dictionnaire et l'a dédié à tous les occitanistes et catalanistes. L'ouvrage comporte 1 056 pages - 100 000 entrées - 200 000 définitions, des synonymes, un grand nombre de références, beaucoup d'exemples, des milliers de termes scientifiques avec leur étymologie, une trentaine de documents exceptionnels.
Le dictionnaire incorpore tous les mots des dictionnaires antérieurs de Frédéric Mistral (Lou Tresor dóu Felibrige) et Louis Alibert (Dictionnaire occitan-français selon les parlers languedociens) en y ajoutant des mots nouveaux et des néologismes de toute sorte. La majorité des entrées sont en dialecte languedocien, mais y apparaissent aussi des mots propres d'autres dialectes. 
Le dictionnaire utilise la norme classique de l'occitan.